# Szczelina w Litworowej
Szczelina w Litworowej – jaskinia w Dolinie Miętusiej w Tatrach Zachodnich. Wejście do niej położone jest w Małołączniaku, we wschodnim zboczu Doliny Litworowej, w pobliżu Dziury w Litworowej, na wysokości 1859 metrów n.p.m. Jaskinia jest pozioma, a jej długość wynosi 5 metrów.

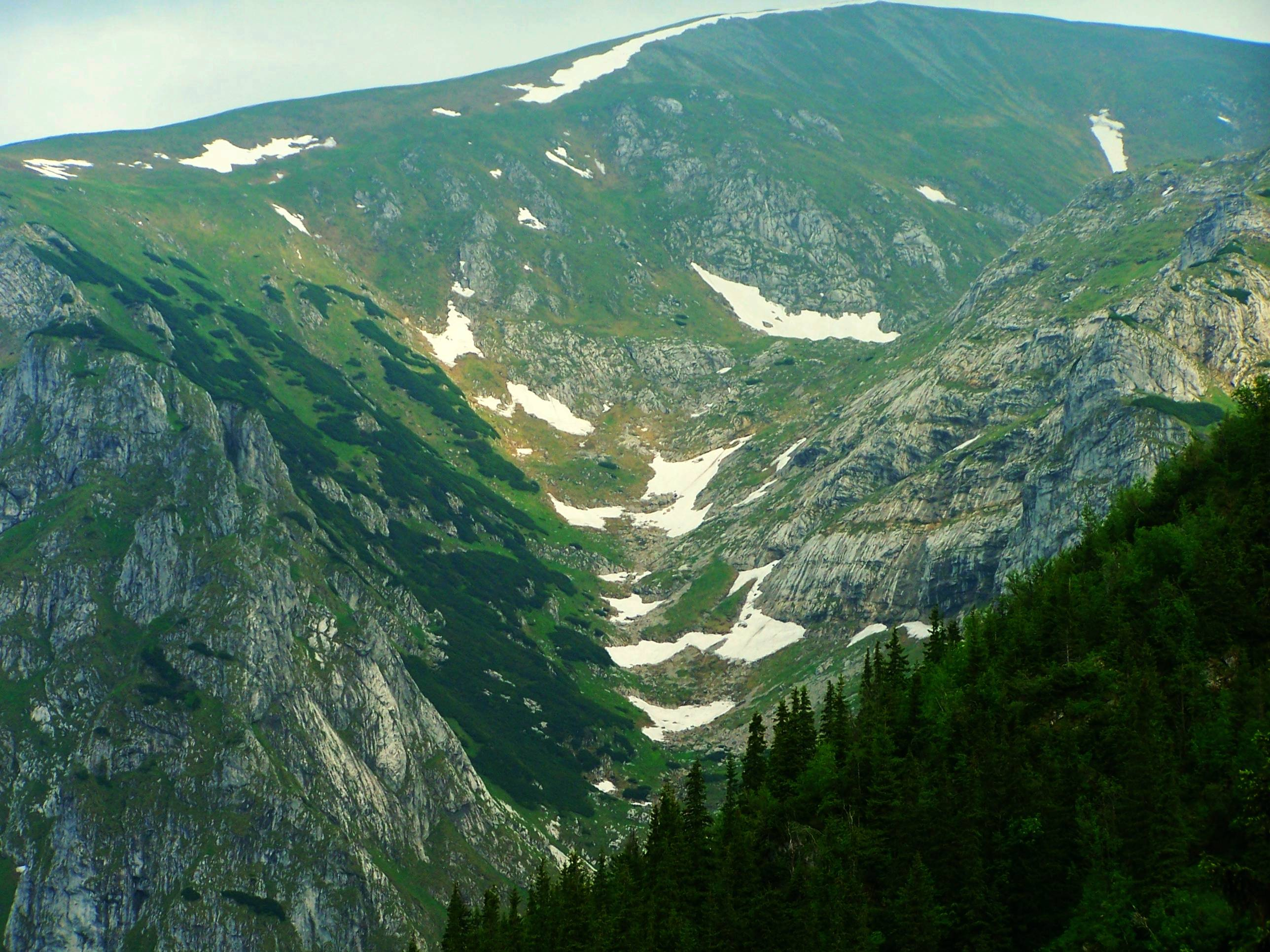
Dolina Litworowa

## Opis jaskini
Jaskinię stanowi wąski, szczelinowy i poziomy korytarzyk zaczynający się w małym otworze wejściowym, a kończący kominkiem na poprzecznej szczelinie.

## Przyroda
W jaskini brak jest nacieków. Ściany są mokre, rosną na nich porosty.

## Historia odkryć
Jaskinia była prawdopodobnie znana od dawna. Jej opis i plan sporządziła I. Luty przy pomocy M. Tomaszka w 1994 roku.